# Rhizocarpaceae
Rhizocarpaceae es una familia de hongos crustosos, lecideoides, liquenizados y junto con la familia Sporastatiaceae conforman el orden Rhizocarpales en Ascomycota.

## Géneros
- Catolechia
- Epilichen
- Poeltinula
- Rhizocarpon